# Sinfonía n.º 2 (Brahms)

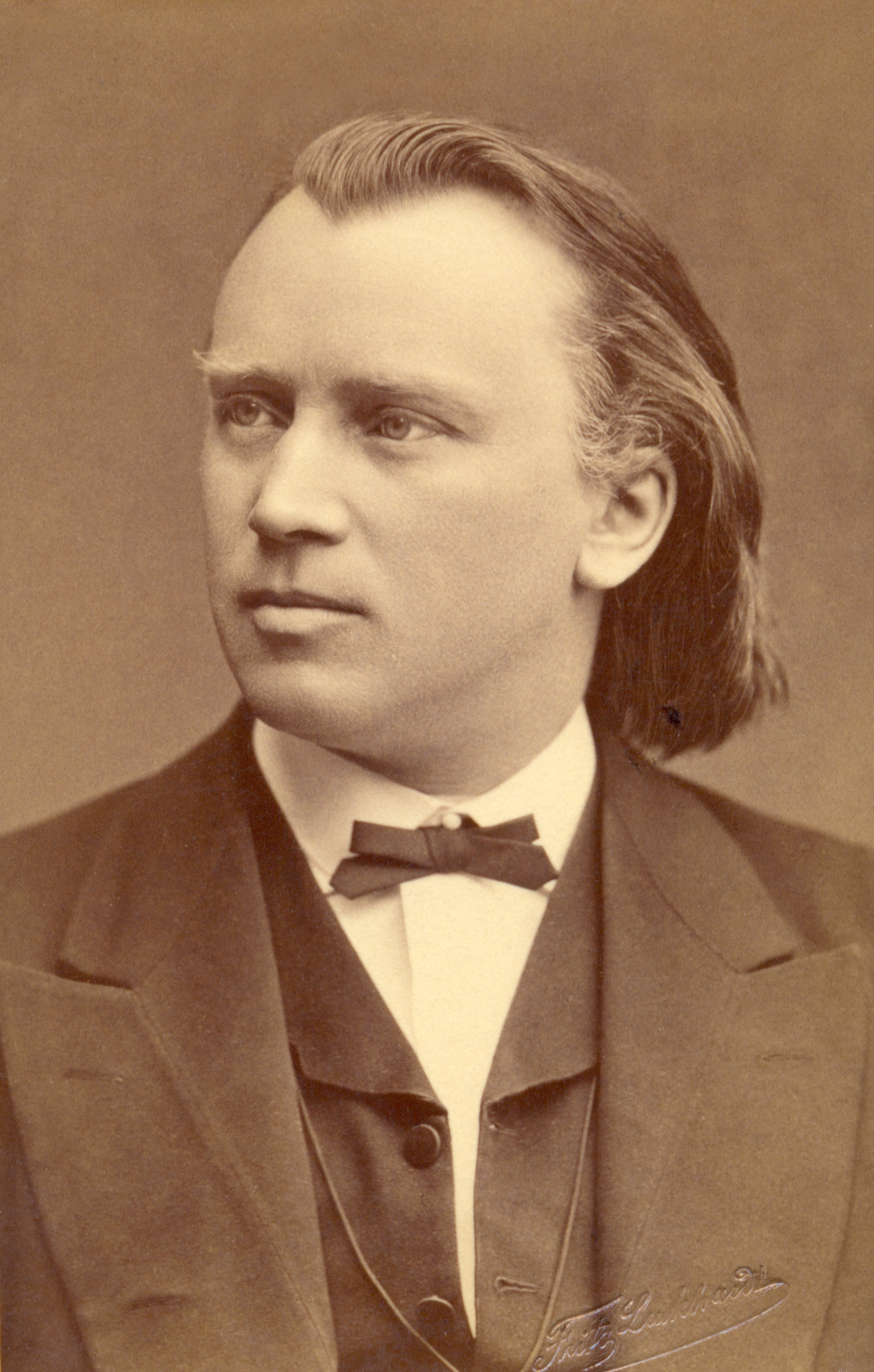
Brahms en 1876.

La Sinfonía n.º 2 en re mayor, Op. 73 fue compuesta por Johannes Brahms en 1877.

## Historia

### Composición
La trayectoria de Brahms en el género sinfónico ha quedado plasmada en cuatro obras. La Sinfonía n.º 1 en do menor tras un largo proceso de elaboración entre 1855 y 1874; la Sinfonía n.º 2 en re mayor de 1877; la Sinfonía n.º 3 en fa mayor de 1883 y por último la Sinfonía n.º 4 en mi menor de 1885.
La composición de este opus se desarrolló entre los meses de junio y octubre de 1877 durante una visita a los Alpes austríacos. Brahms había alquilado para pasar sus vacaciones estivales dos habitaciones con grandes vistas en Pörtschach am Wörther See, un pueblo de la región austríaca de Carintia a orillas del lago Wörth. Tras los quince años de trabajo dedicados a su Sinfonía n.º 1, debido a las inseguridades del compositor, la gestación de la segunda fue mucho más breve y supuso un proceso sorprendentemente pausado y tranquilo. Muchos autores comentan que cuatro meses se consideraba un tiempo corto para el compositor, el cual tardaba mucho más tiempo en escribir piezas de carácter menor y además teniendo a la vez otros encargos testificados.
Durante la fase de trabajo Brahms a menudo engañó a sus amigos y a su editor describiendo la obra como particularmente triste o melancólica. Por ejemplo, en la carta que escribió a su editor Nikolaus Simrock el 22 de noviembre de 1877:

«Die neue Symphonie ist so melancholisch, daß Sie es nicht aushalten. Ich habe noch nie so was Trauriges, Molliges geschrieben: die Partitur muß mit Trauerrand erscheinen.»
«La nueva sinfonía es tan melancólica, que no podrás soportarla. Nunca he escrito nada tan triste, tan melancólico: la partitura debe aparecer con un toque lúgubre.»

La descripción que el compositor hacía en sus cartas de esta pieza indica que la inspiración que sentía al ver aquellos paisajes queda reflejada en la misma. Su amigo Theodor Billroth, músico aficionado, asemejó la sinfonía a un retrato del ambiente rural de Pörtschach. El primer movimiento fue enviado a Clara Schumann, con quien tuvo una profunda relación intelectual y artística de tonos amorosos no del todo aclarados, quien predijo que la obra tendría una gran acogida.[cita requerida]

### Estreno y publicación
El estreno se celebró el 30 de diciembre de 1877 en el Musikverein de Viena, con la interpretación de la Orquesta Filarmónica de Viena bajo la dirección de Hans Richter. La entusiasta acogida por parte del público vienés hizo que se repitiera el tercer movimiento. Las representaciones posteriores también fueron bien recibidas, con la excepción de la segunda representación, el 10 de enero de 1878, debido a la mala ejecución de los instrumentos de viento.
La primera edición de esta obra fue llevada a cabo por la editorial N. Simrock en Berlín en agosto de 1878. En concreto publicó las partes orquestales así como la reducción para piano a cuatro manos. Brahms recibió por ella 5000 Reichstaler.

## Instrumentación
La partitura está escrita para una orquesta formada por:
- Viento madera: 2 flautas, 2 oboes, 2 clarinetes, 2 fagotes.
- Viento metal: 4 trompas, 2 trompetas, 3 trombones, 1 tuba.
- Percusión: timbales.
- Cuerda: una sección de cuerdas con violines I y II, violas, violonchelos y contrabajos.

La orquestación de Brahms es completa, rica y a menudo ingeniosa. Elige hacer del conjunto una voz unificada y presenta todo su espectro de colores instrumentales tras sólo 40 compases. Sin embargo, nunca se tiene la sensación de que esté sobreutilizando la orquesta. Por el contrario, crea una textura en constante cambio, desplazando el foco del oído y extrayendo colores individuales con gran efecto.

## Estructura y análisis
La sinfonía consta de cuatro movimientos:
- I. Allegro non troppo, en re mayor 3
4
- II. Adagio non troppo, en si mayor 4
4
- III. Allegretto grazioso (quasi Andantino), en sol mayor 3
4
- IV. Allegro con spirito, en re mayor 2
2

La interpretación de la obra dura aproximadamente 45 minutos. Presenta un fuerte contraste con su Sinfonía n.º 1 y en cierto modo simboliza la liberación de la presión de Beethoven. Confiado por fin en sus habilidades como sinfonista y menos preocupado por la sombra de Beethoven, Brahms creó una obra mucho más fluida y espontánea que fue bien recibida tanto por la crítica como por el público. En comparación con las obras de sus contemporáneos, esta pieza es conservadora tanto en la orquestación como en la estructura formal típica de la sinfonía clásica. Pero no es en absoluto reaccionaria. Brahms revisó y amplió el modelo del siglo XVIII, sustituyendo en gran medida el contraste temático por la transformación y la variación, y añadiendo su distintiva riqueza armónica y rítmica.
El compositor escribió a su editor que su Segunda sinfonía era una música melancólica aunque a la vez alegre. La pieza no es particularmente trágica ni dramática, ya que los dos primeros movimientos mantienen un tono calmado y contemplativo, mientras los dos siguientes son más ligeros y breves. Se desarrolla en una atmósfera bucólica, a menudo comparada con la Sinfonía n.º 6 "Pastoral" de Beethoven, si bien posee una profunda melancolía que la aproxima a la personalidad del compositor, combinación de seguridad de sí mismo y humildad, honestidad pero a la vez cierta reserva. Hay unidad y variedad en esta sinfonía: Brahms consigue combinar la luz y la oscuridad, lo lírico y lo enérgico, lo extrovertido y lo introspectivo, al tiempo que la obra crece orgánicamente a partir de la "semilla" de las tres primeras notas (re–do sostenido–re, que se escuchan en los violonchelos y los contrabajos). Esta economía compositiva es instintivamente evidente para el oído y ayuda a hacer inteligible toda la obra sin sacrificar el interés ni la espontaneidad.

### I.Allegro non troppo
El primer movimiento, Allegro non troppo, está escrito en la tonalidad de re mayor y en compás de 3/4. Sugiere sencillez pastoral y reposo. Algunos críticos quisieron ver semejanzas con Felix Mendelssohn en este movimiento. Se abre con la célula germinal de tres notas. El tema de apertura, presentado por los instrumentos de viento madera, es profundamente melodioso y las trompas ofrecen variantes festivas. El segundo tema, en fa sostenido menor, encomendado a violonchelos y violas, se desarrolla dulce y melodiosamente. Brahms basó este segundo tema en la melodía de la Canción de cuna. La melodía se introduce por primera vez en el compás 82 y continúa desarrollándose durante todo el movimiento. En el desarrollo emerge un tono más apasionado que perturba el carácter idílico de la pieza. Luego sigue una sucesión de pasajes de efecto casi tormentoso, con los impetuosos metales resonando en disonancia. Pero vuelve la calma con la reaparición del primer tema, esta vez en los oboes. Brahms crea una interesante recapitulación combinando brevemente la melodía inicial de la trompa con el primer tema, para luego detenerse ampliamente en el segundo tema. El movimiento se desliza suavemente hacia la breve coda de cierre, en la que la trompa se utiliza con un efecto fascinante y un timbre peculiar producido por el pintoresco acompañamiento de cuerdas en pizzicato.

### II.Adagio non troppo
El segundo movimiento, Adagio non troppo, está en si mayor y en compás de 4/4. El movimiento lento es enigmático e introspectivo, pero en absoluto melancólico. Los temas se expresan con menos claridad y un significado profundo parece subyacer tanto la forma como en su expresión. El musicólogo Hermann Deiters lo interpretó en estos términos "el compositor se ha esforzado intencionadamente por expresar la vacilación y el temor que se experimentan al contemplar una extraña aparición que sin embargo nos cautiva y nos atrae de manera irresistible". El tema inicial del violonchelo es coloreado por dos fagotes con un oscuro contrapunto, que crea un contraste inmediato con el Allegro inicial. Es aquí donde empezamos a ver el lado más introspectivo de Brahms. Hay una sorprendente variedad de expresión dentro del tempo lento predominante.

### III.Allegretto grazioso (Quasi Andantino)
El tercer movimiento, Allegretto grazioso (Quasi Andantino), está en sol mayor y en compás de 3/4. El carácter contrasta por completo con el Adagio anteiror, puesto que aquí todo es luminoso y lleno de jovialidad hasta el punto de la diversión juguetona. Consta de dos secciones, Allegretto y Presto. En belleza y vivacidad se asemeja al movimiento inicial y comparte mucho del espíritu de Haydn. El compositor se aparta por primera vez de una textura dominada por la cuerda. Se inicia con el oboe solista presentando el tema inicial, que es una delicada melodía pastoril para instrumentos de lengüeta, tratada con amabilidad y llena de ideas fascinantes. Mientras tanto los violonchelos en pizzicato y un coro de maderas se encargan del acompañamiento. Rápidamente llega el Presto, que es una alegre danza rústica, llena de humor burbujeante y alegría bulliciosa. Una repetición del Allegretto concluye el movimiento. La pieza está cargada de interés rítmico con frecuentes cambios de compás, sorprendentes calderones y los inconfundibles ritmos en cruz de Brahms.

### IV.Allegro con spirito
El cuarto y últimio movimiento, Allegro con spirito, retoma la tonalidad inicial y el ritmo es alla breve. Es temperamental e impredecible, oscila entre la energía maníaca y la sombría. Brahms cambia constantemente de dirección, a veces de forma muy abrupta. El movimiento nunca se detiene. En su tratamiento general puede hacer pensar en los Finales de Mozart. Como ocurría en su Sinfonía n.º 1, este Finale está lleno de reminiscencias de los temas anteriores, que son abordados con gran destreza. Después de una serie de variaciones y matices tonales en constante cambio, el compositor parece dar rienda suelta a su inspiración. El movimiento se precipita con cada vez mayor espíritu y vigor hacia su conclusión sonora y brillante. Cuando llega la fanfarria final en la tónica, se tiene la sensación de haber estado en un viaje desenfrenado.

## Recepción de la obra
Tras su estreno la sinfonía fue bien recibida tanto por la crítica como por el público. En casi todos los lugares donde se interpretó en 1878, fue recibida con entusiasmo y, salvo contadas excepciones, recibió buenas críticas. En las reseñas y críticas tanto contemporáneas como actuales de la obra, suelen destacarse los siguientes aspectos:
- El ambiente sereno y pastoral de la obra, así como las asociaciones con la "naturaleza idílica". No obstante, como señala Brinkmann, la sinfonía también tiene varios momentos melancólicos, como la primera aparición de los trombones en el compás 33 del movimiento inicial y también otros momentos en el segundo movimiento.[14]
- El fuerte contraste con la Sinfonía n.º 1 en cuanto a humor, expresión y comprensibilidad.

Una muestra de una reseña contemporánea positiva es la del crítico musical Eduard Hanslick en el Neue Freie Presse el 3 de enero de 1878:

«Ein großer, ganz allgemeiner Erfolg krönte die Novität; selten hat die Freude des Publikums an einer neuen Tondichtung so aufrichtig und warm gesprochen. Die vor einem Jahre aufgeführte erste Symphonie von Brahms war ein Werk für ernste Kenner, die dessen verzweigtes Geäder ununterbrochen verfolgen und gleichsam mit der Loupe hören konnten. Die zweite Symphonie scheint wie die Sonne erwärmend auf Kenner und Laien, sie gehört allen, die sich nach guter Musik sehnen. […] Brahms’ neue Symphonie leuchtet in gesunder Frische und Klarheit; durchweg fasslich, giebt sie doch überall aufzuhorchen und nachzudenken. Allenthalten zeigt sie neue Gedanken und doch nirgends die leidige Tendenz, Neues im Sinne von Unerhörtem hervorbringen zu wollen.»
«La novedad fue coronada por un gran éxito general; pocas veces la alegría del público ante un nuevo poema tonal se ha manifestado de forma tan sincera y cálida. La Primera Sinfonía de Brahms, interpretada hace un año, era una obra para serios eruditos que podían seguir ininterrumpidamente sus ramificadas venas y escucharla con la lupa, por así decirlo. La Segunda Sinfonía brilla como el sol tanto para los entendidos como para los profanos, pertenece a todos los que anhelan la buena música. [...] La nueva sinfonía de Brahms brilla con sana frescura y claridad; comprensible en toda su extensión, hace sin embargo escuchar y pensar en todas partes. Muestra nuevos pensamientos por doquier y, sin embargo, en ninguna parte la fastidiosa tendencia a querer producir algo nuevo en el sentido de algo inaudito.»

Otro ejemplo de crítica contemporánea, en este caso negativa, fue publicada en Illustriertes Wiener Extrablatt el 1 de enero de 1878:

«Im Ganzen und Großen emfingen wir durchaus nicht den Eindruck, den eine blutechte Symphonie noch jederzeit auf uns gemacht hat. Aus jedem Satze fühlte man, daß da eine größere, rein klaviermäßig gedachte und angelegte Komposition sehr überflüssigerweise zu einer symphonischen Affaire aufgebauscht worden sei. Wir möchten jeden feiner fühligen Musiker auf sein musikalisches Gewissen fragen, ob er uns Eine Stelle in dieser Symphonie nachweisen kann, in welcher dieses oder jenes Instrument, diese oder jene Instrumentalgruppe mit jener unabweisbaren Notwendigkeit auf- oder eintritt, wie dies beispielsweise so frappirend in allen Haydn´schen Symphonien Zeile für Zeile der Fall ist; Eine Stelle, in welcher das Klavier nicht dieselben Dienste leisten würde wie das in Brahmsch´scher Weise behandelte Orchester! Wir wenigstens finden keine. Mit einem Worte: Die zweite Symphonie von Brahms ist nicht symphonisch gedacht. Sie mag was immer sein, den Namen einer Symphonie führt sie mit demselben Unrecht, wie eine kolorirte Kreidezeichnung den Namen eines Gemäldes.»
«En conjunto, no nos causó la impresión que siempre nos ha causado una verdadera sinfonía. De cada movimiento, uno tenía la sensación de que una composición mayor, concebida y pensada puramente para el piano, había sido muy innecesariamente hinchada hasta convertirla en un asunto sinfónico. Quisiéramos preguntar a todo músico sensible en su conciencia musical si puede probarnos un pasaje de esta sinfonía en el que tal o cual instrumento, tal o cual grupo instrumental aparezca o entre con esa necesidad irrefutable, como ocurre, por ejemplo, tan llamativamente en todas las sinfonías de Haydn, línea por línea; ¡un pasaje en el que el piano no prestaría los mismos servicios que la orquesta tratada a la manera brahmsiana! Nosotros al menos no encontramos ninguno. En una palabra: la segunda sinfonía de Brahms no pretende ser sinfónica. Sea lo que sea, lleva el nombre de sinfonía con la misma injusticia que un dibujo de tiza de colores lleva el nombre de un cuadro.»

## En la cultura popular
Esta obra ha servido de inspiración a artistas musicales de diversos géneros para crear sus propias versiones. Tanto las adaptaciones como las interpretaciones de la pieza original han sido incluidas en multitud de bandas sonoras de películas, programas de televisión, videojuegos, etc.

### Adaptaciones
- 2000 – "Asimenia Akri", tema del disco Allo Ena Psema de la rapera griega Sadahzinia que utiliza el primer movimiento como base.

### Inclusión en bandas sonoras
- 1974 – Antonia: A Portrait of the Woman, documental sobre la directora de orquesta Antonia Brico en el que se escucha el tercer movimiento.
- 1994 – Legend of the Galactic Heroes, serie de anime japonesa en la que se pueden escuchar varias obras de Brahms. En concreto algunos movimientos de esta sinfonía se escuchan en los episodios 3x21 (II), 3x22 (IV), 3x28 (II), 3x30 (II).
- 2012 – Orchestra of Exiles, documental en el que se pueden escuchar varias obras de Brahms entre las que se encuentra el movimiento inicial de esta sinfonía.
- 2019 – Le daim, film de Quentin Dupieux en cuya banda sonora se incluye el primer movimiento.

## Discografía selecta
- 1945 – Wilhelm Furtwängler, Orquesta Filarmónica de Viena (DG, Archipel, Grammofono 2000, Music and Arts).
- 1955 – Charles Munch, Orquesta Sinfónica de Boston (RCA, BMG).
- 1955 – Rudolf Kempe, Orquesta Filarmónica de Berlín (Testament).
- 1956 – Thomas Beecham, Royal Philharmonic Orchestra (BBC Legends mono BBCL4099-2).[19]
- 1960 – Bruno Walter, Orquesta Sinfónica Columbia (CBS, Sony Classical).
- 1963 – Herbert von Karajan, Orquesta Filarmónica de Berlín (DG).
- 1972 – Kurt Sanderling, Orquesta Estatal Sajona de Dresde (RCA).
- 1975 – Karl Böhm, Orquesta Filarmónica de Viena (DG).
- 1975 – Sergiu Celibidache, Orquesta Sinfónica de la Radio de Stuttgart (DG).
- 1982 – Leonard Bernstein, Orquesta Filarmónica de Viena (DG).
- 1991 – Carlo Maria Giulini, Orquesta Filarmónica de Viena (DG).
- 1993 – Bernard Haitink, Orquesta Sinfónica de Boston (Philips).
- 2003 – Bernard Haitink, Orquesta Sinfónica de Londres (LSO Live).
- 2005 – Marin Alsop, Orquesta Filarmónica de Londres (Naxos 8 557429).[20]
- 2013 – Valeri Guérguiyev, Orquesta Sinfónica de Londres (LSO Live).
- 2021 – Daniel Harding, Orquesta Real del Concertgebouw (Young).